# Tōru Nakamura
Tōru Nakamura (仲村 トオル, Nakamura Tōru, Ōta, 5 de setembro de 1965) é um ator japonês. Começou sua carreira em 1985 ao protagonizar o filme Be-Bop High School pelo qual ganhou os prêmios do Festival de Cinema de Yokohama, o Mainichi Eiga Concours e o Prêmio da Academia Japonesa de Cinema, todos na categoria de melhor jovem ator. No ano seguinte, passou a fazer parte do elenco de Abunai Deka, uma série popular na década de 1980, no Japão, que mais tarde deu origem a seis filmes. Ele a partir de então esteve em vários filmes, incluindo 2009: Lost Memories, filme sul-coreano de 2002 co-estrelado por ele, e Boku no Hatsukoi o Kimi ni Sasagu, lançado em 2009.
É casado com a colega de profissão Isako Washio, que conheceu em 1992 e com quem se casou 10 meses depois e teve duas filhas: a primeira nascida em 1999 e a mais nova em 2004.